# Eugénie de Montijo
Eugénie de Montijo (n. 5 mai 1826, Granada, Andaluzia, Spania – d. 11 iulie 1920, Madrid, Spania) născută Doña Maria Eugenia Ignatia Augustina Palafox de Guzman Portocarrero-Kirkpatrick, Contesă de Teba, a fost ultima împărăteasă a Franței din 1853 până în 1871, ca  soție a împăratului Napoleon al III-lea.

## Biografie

### Tinerețe

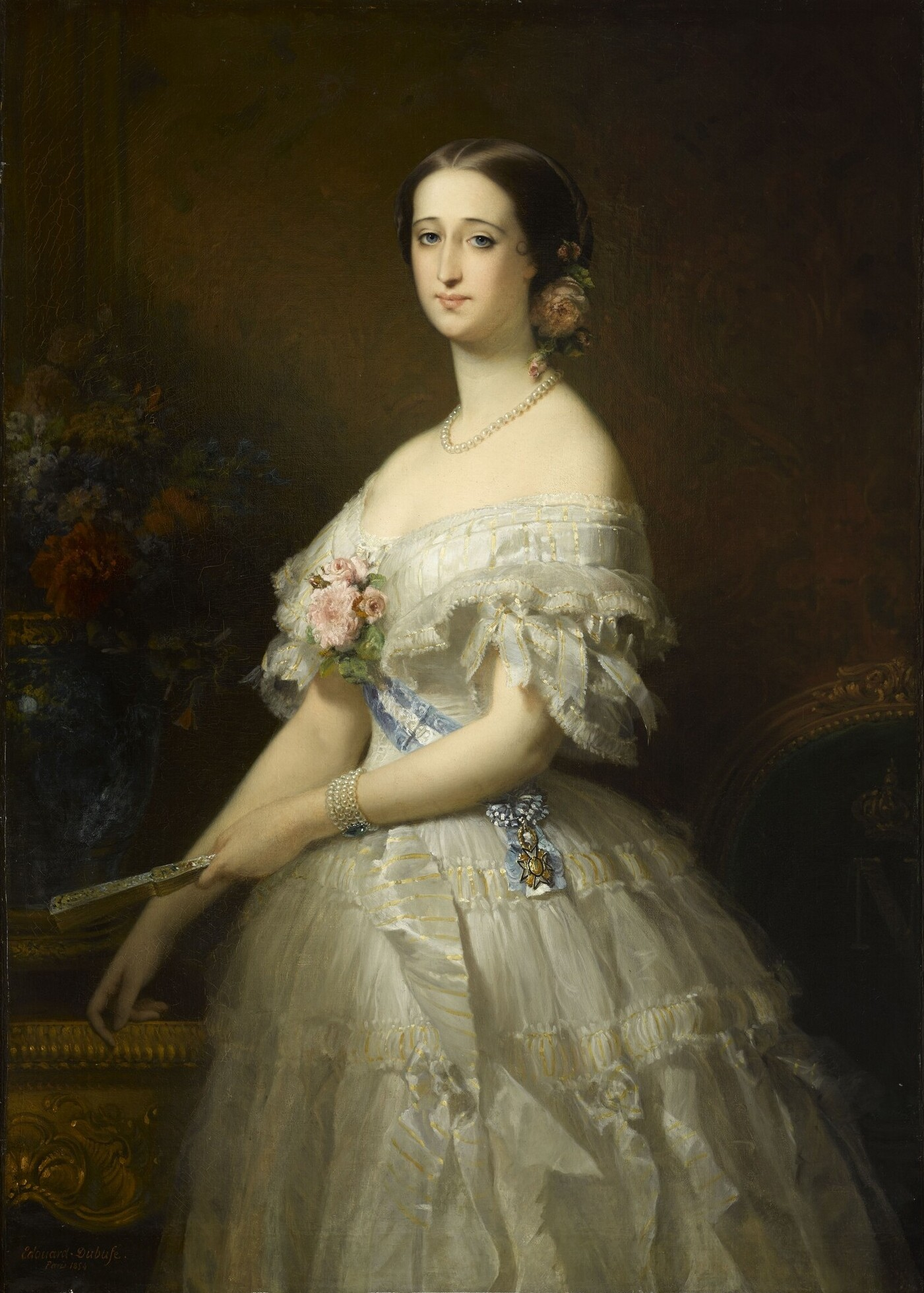
Eugénie de Montijo

Ultima împărăteasă a Franței s-a născut la Granada, Spania, fiica lui Don Cipriano de Palafox y Portocarrero, al 9-lea Connte Montijo, al 14-lea Marchiz Ardales, al 17-lea Marchiz Moya, al 13-lea Marchiz Algaba, al 15-lea Conte Teba, al 8-lea Conte Fuentidueña , și a soției lui pe jumătate scoțiană, pe sfert belgiană și pe sfert spaniolă María Manuela Enriqueta Kirkpatrick de Closbourn y de Grevigné, fiica scoțianului William Kirkpatrick de Closbourn (1764-1837), care a devenit Consului Statelor Unite la Malaga.
Sora mai mare a Eugeniei, María Francisca de Sales de Palafox Portocarrero y Kirkpatrick, cunoscută ca Paca (1825-1860), care a moștenit cele mai multe onoruri de familie și a fost al 12-a Ducesă de Peñaranda Grandee a Spaniei și a 9-a Contesă de Montijo (titlu pe care mai târziu l-a cedat surorii sale), s-a căsătorit cu Ducele de Alba în 1849.
Până la căsătoria ei în 1853, Eugénie a utilizat diferite titluri de Contesă de Teba sau Contesa de Montijo, dar unele titluri de familie au fost moștenite în mod legal de către sora ei mai mare, care au trecut Casei de Alba. După decesul tatălui ei, Eugénie a devenit a 9-a Contesă de Teba.
Eugénie de Montijo, așa cum a devenit cunoscută în Franța, a fost educată la Paris, la mănăstirea Sacré Cœur, unde a primit o educație catolică.

### Căsătorie

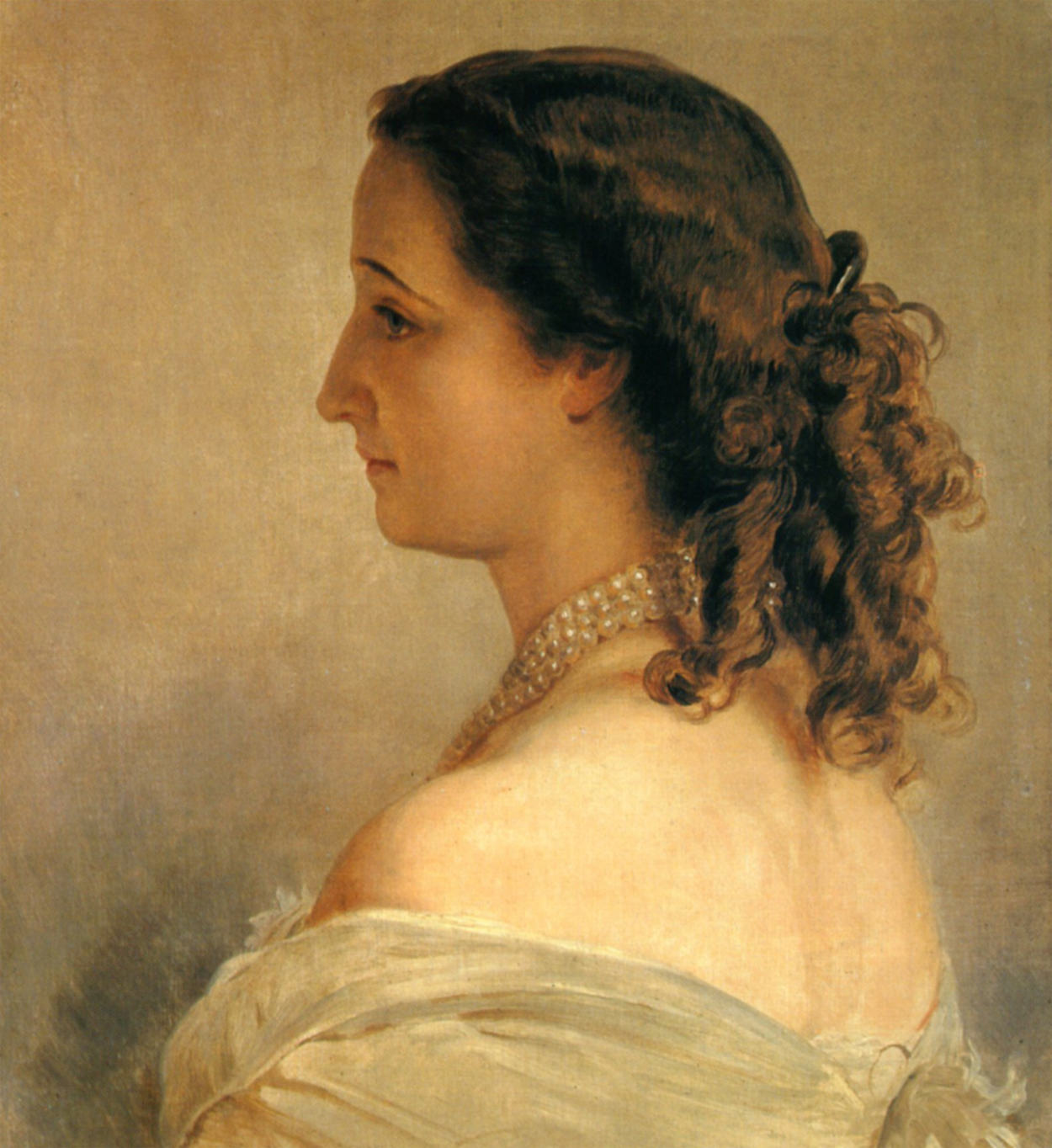
Portretul împărătesei Eugénie de Franz Xaver Winterhalter, 1861

După ce Prințul Louis Napoleon a devenit președinte al celei de-A Doua Republici Franceze, Eugénie  a apărut împreună cu mama sa la un bal oferit de "prințul-președinte" la Palatul Elysée la 12 aprilie 1849. Frumusețea ei l-a atras pe Louis Napoleon, care a încercat s-o seducă, însă Eugénie i-a spus că așteaptă căsătoria. "Cum să ajung până la tine?" a vrut Napoleon să știe. "Prin capelă" a sunat răspunsul.
Într-un discurs ținut la 22 ianuarie 1853, Napoleon al III-lea a anunțat oficial logodna, spunând "Prefer o femeie pe care o iubesc și o respect unei necunoscute, alianță ale cărei avantaje ar fi pălit în fața sacrificiilor". S-au căsătorit la 29 ianuarie 1853 printr-o ceremonie civilă la Palatul Tuileries și la 30 ianuarie printr-o fastuoasă ceremonie religioasă la Notre-Dame.

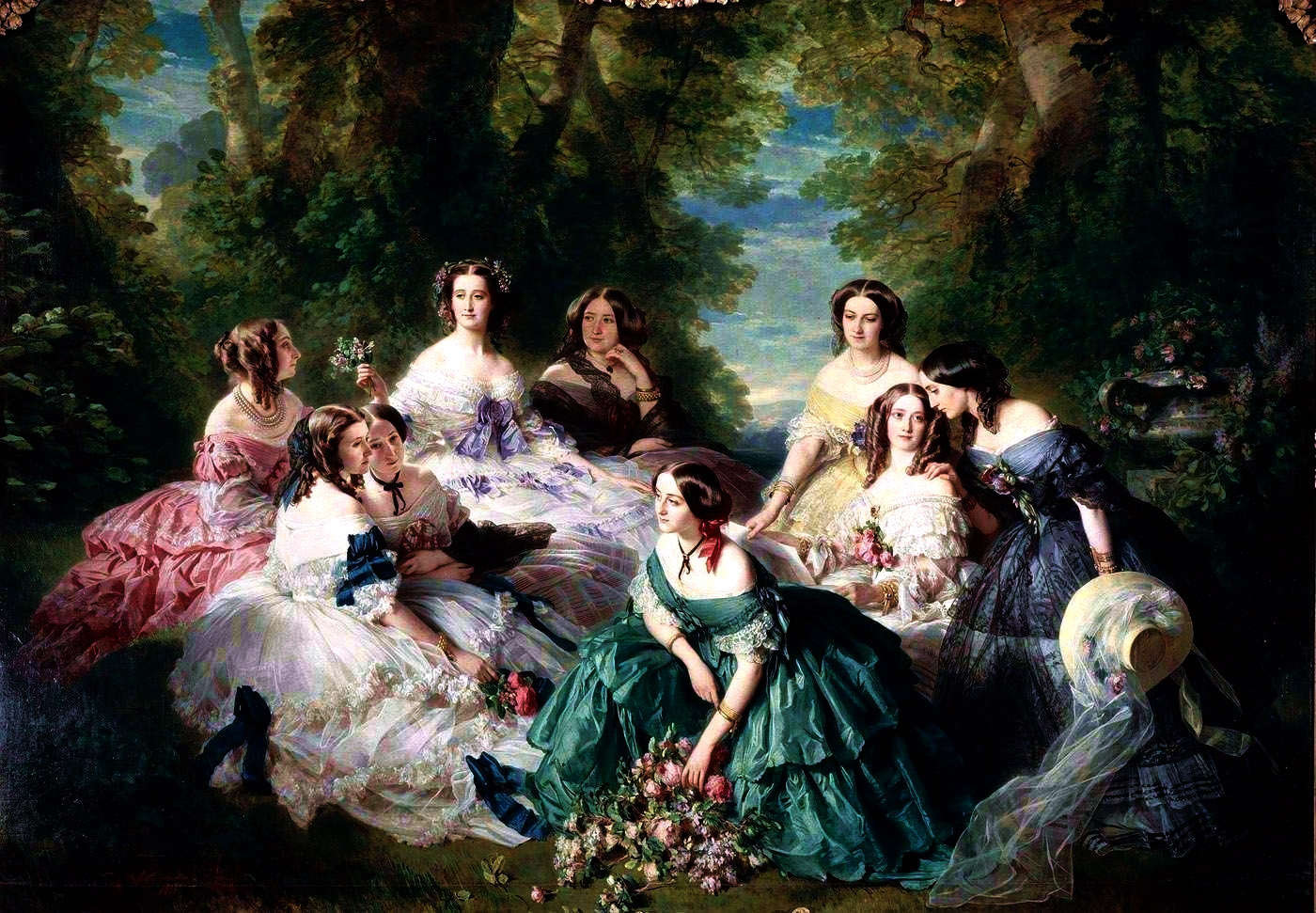
Împărăteasa Eugénie și doamnele sale de onoare, pictură de Franz Xaver Winterhalter, 1855.

Educația ei fusese întrucâtva neglijată, astfel că Napoleon s-a străduit să i-o completeze. I-a cerut lui Duruy să-i dea lecții de istorie pe care Eugénie le-a ascultat cu multă bunăvoință. Însă în cazul celorlalte științe lucrurile erau mai complicate deoarece în lipsa unor noțiuni elementare, cu greu se puteau asimila cunoștințe noi.
Pierdera unei sarcini la trei luni, în 1853, a speriat-o și a amărât-o. La 16 martie 1856, după un travaliu care a durat două zile și care a pus în pericol viața mamei și a copilului, și după care Eugénie s-a recuperat încet, împărăteasa a dat naștere singurului ei copil, Prințul Napoléon Eugène Louis Jean Joseph Bonaparte.
Dacă iubirea lui Napoleon pentru ea a durat doar câțiva ani, afecțiunea Eugeniei s-a dovedit durabilă. Soțului ei nu i-a luat mult timp să se abată de la aventuri, Eugénie găsind sexul cu el "dezgustător".
Eugénie și-a îndeplinit obligațiile care au decurs din funcția de împărăteasă, întreținându-și oaspeții și însoțindu-l pe împărat la baluri, operă și teatru. Ea a călătorit în Egipt pentru a deschide Canalul Suez și ori de câte ori a călătorit în străinătate l-a reprezentat pe împărat în mod oficial. A pledat cu fermitate în favoarea egalității pentru femei; ea a făcut presiuni asupra ministerul Educației Naționale să acorde diplome de bacalaureat pentru femei și a încercat fără succes ca Academia Franceză să o aleagă pe scriitoarea George Sand ca prim membru de sex feminin al Academiei.
Soțul ei a consultat-o adesea în chestiuni importante iar ea a acționat ca regentă în timpul absențeor sale din 1859, 1865 și 1870. În 1860, ea a vizitat Algeria cu Napoleon. Catolică și conservatoare, influența ei a contracarat orice tendință liberală în politicile împăratului.
A fost un apărător ferm al puterilor temporale papale din Italia și al ultramontanismului. A fost acuzată de eșecul intervenției franceze în Mexic și în cele din urmă de moartea împăratului Maximilian I al Mexicului. Cu toate acestea, afirmația de clericalism și influența pe partea conservatorismului ei este adesea contracarată de către alți autori.

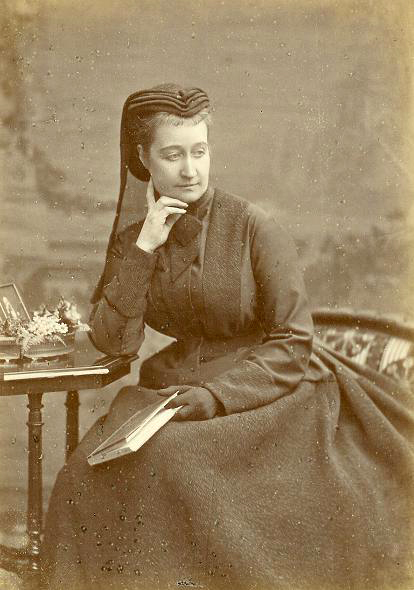
Împărăteasa Eugénie în doliu după soțul ei, 1873.

În 1868, împărăteasa Eugénie a vizitat Palatul Dolmabahçe din Constantinopole, casa sultanei Pertevniyal, mama sultanului Abdülaziz, al 32-lea sultan al Imperiului Otoma. Pertevniyal s-a indignat de îndrăzneala Eugeniei care l-a luat de braț pe unul din fiii ei în timp ce acesta dădea un tur de grădină, și sultana a înghiontit-o în stomac pe împărăteasă pentru a-i aminti că nu se află în Franța. Potrivit altor autori, Pertevniyal a perceput prezența unei femei străine în casa ei din Serai ca o insultă. Conform relatărilor ea a pălmuit-o pe Eugénie provocând un incident internațional.

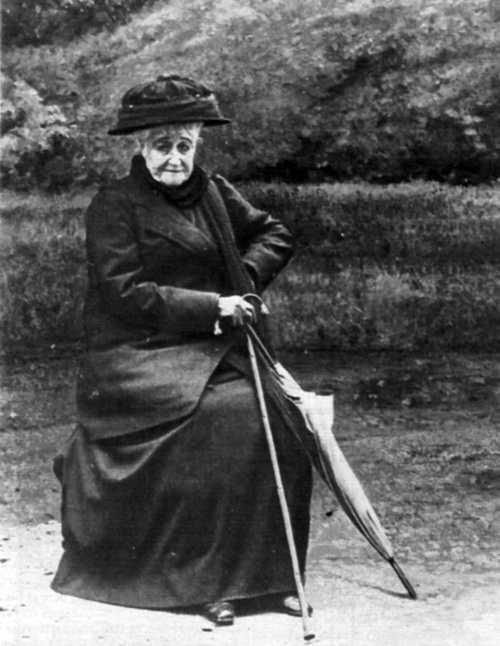
Eugénie fotografiată în 1920, la vârsta de 94 de ani

În 1854, împăratul Napoleon al III-lea și soția sa Eugénie au cumpărat mai mulți acri de dune în Biarritz și l-au însărcinat pe inginerul Dagueret să realizeze o casă de vară, înconjurată de grădini, păduri, pajiști, un iaz și dependințe.  Napoleon al III-lea a ales o locație în apropiere de Spania astfel încât soția sa să nu ducă dorul țării natale. Casa a fost numită Villa Eugénie, astăzi Hôtel du Palais. Prezența cuplului imperial a atras și alți membri ai caselor regale, cum ar fi regina Victoria a Regatului Unit și regele Alfonso al XIII-lea al Spaniei, care au făcut cunoscută localitatea Biarritz.
Când al doilea Imperiu a fost răsturnat după înfrângerea Franței în Războiul franco-prusac, împărăteasa și soțul ei s-au refugiat în Anglia și s-au stabilit la Chislehurst, Kent. După moartea soțului ei în 1873, și a fiului ei în 1879, ea s-a mutat în 1885 la Farnborough, Hampshire și la Villa Cyrnos (numită după numele antic grecesc pentru Corsica), care a fost construită pentru ea la Cape Martin, între Menton și Nisa, unde s-a retras abținându-se de la politică. Casa ei din Farnborough este astăzi o școală catolică de fete.
După decesul soțului și fiului ei, cum sănătatea a început să i se deterioreze, ea a petrecut o perioadă la Casa Osborne; medicul ei i-a recomandat să viziteze Bournemouth, care era pe vremea epocii victoriene renumit ca resort spa.
În 1887 eaa devenit nașa Victoriei Eugenie de Battenberg (1887–1969), fiica Prințesei Beatrice, și care mai târziu a devenit soția regelui Alfonso al XIII-lea al Spaniei.
Fosta împărăteasă a murit în iulie 1920, la vârsta de 94 de ani, în timp ce-și vizita ruda, Ducele de Alba, la Palatul Liria din Madrid, în țara ei natală.